# Зелена дуглазија
Зелена дуглазија (лат. Pseudotsuga menziesii) један је од најважнијих четинара сјеверноамеричког континента, како по својој распрострањености тако и по огромном шумском богатству које садржи. Готово 40% количине дрвета из шума запада, тј. од Стјеновитих планина до обале Тихог океана, како у Британској Колумбији тако и у САД, даје дуглазија.

## Назив
У почетку је овај четинар био уврштен у род јела (Abies) и борова (Pinus), а као народни називи још су у употреби Дагласова јела (Douglas fir) и Орегонски бор (Oregon pine). Род Pseudotsuga 1867. године поставља Карије са врстом Pseudotsuga douglasii, названом касније 1889. године по Британу Pseudotsuga taxifolia и по Судворту Ps. mucronata. Занимљиво је да је први назив био за дуго времена општеприхваћен, док је касније задржано име Бритона супротно хронолошком правилу номенклатуре, јер је, како се види, ово друго име дао Бритон 1887. године, скоро двадесет година послије првог назива. Званична номенклатура у САД је поново промијењена педесетих година прошлог вијека, уз приједлог да се да име 

## Ареал
У постојбини налази се у западном дјелу Сјеверне Америке. Њен ареал протеже се у правцу сјеверозапад – југ, од 52. паралеле у Британској Колумбији до 37. паралеле у Калифорнији и Новом Мексику, на пространству од Тихог океана до 104. меридијана у Тексасу. Обиљежен је горским ланцем Стјеновитих планина, који почиње у Енглеској Колумбији у Канади и завршава у Новом Мексику, пробијајући се дубоко у правцу истока, према континенту у свом централном сектору између 50. и 60. паралеле. То продирање иде чак до 100 – тог меридијана у Колораду. На западу од овог раздоља, на релативно краткој удаљености од обале Пацифика и паралелно са њим, протежу се дуги планински ланци од мањег значаја. Океану најближи планински ланац је ланац Обалног Горја (Coast Range), који се протеже од Канаде до Калифорније. Више у унутрашњост на југу од 50 – те паралеле, диже се ланац Каскада (Cascade Range) и још више на југу Сијера Невада. Налази се у дијеловима са много падавина (преко 2.000mm годишње у приморју), али и са мало падавина (400 mm у унутрашњости и на југу). Дуглазији пријају умјерена љета и благе зиме које немају ни у једном мјесецу просјечну температуру испод 0°C. Због великог ареала развио се читав низ екотипова са различитим узгојним својствима. Од свих варијетета и форми најбоље резултате показала је зелена дуглазија (Pseudotsuga menziesii var. viridis Asch. Et Graebn.), која се одавно узгаја у Европи, не само у парковима него и у шумским културама. 
У типичним шумама дуглазије она је удружена са врстама високог раста, на средњој надморској висини од око 350 m, то су: Thuja plicata, Tsuga heterophylla, Abies grandis, а на већим надморским висинама у шумама планинског типа: Abies amabilis, A. procera, Pinus monticola. У сјеверном дијелу њеног ареала образује мјешовиту шуму са Ситканском смрчом (Picea sitchensis), врстом са најбржим растом међу четинарима и веома важном врстом при формирању експресних шума, плантажа брзорастућих врста. У јужном дјелу образује сувље шуме са дрвећем такође импозантних димензија: Pinus ponderosa, P. lambertiana, Calocedrus decurrens. У приморској калифорнијској области она расте у друштву секвоја (Sequoia sempervirens).

## Особине
Дрво врло великог раста, које може да постигне висину од 100 m. Његова кора брзо постаје дебела, мање – више дубоко испуцала. Гране нису потпуно пршљенасто распоређене, јер поред површинских пупољака постоје и бочни пупољци неједнако распоређени дуж главног избојка. Бочне гране водоравно испружене или нагнуте на доље, круна неправилна, гране висе. Грана мркоцрвена или зеленкаста, обрасла ријетким маљама. 
Четине праве, линеарне, меке, од 15 до 30 mm дужине, израсле са лисног испупчења благо истакнутог, које када отпадну остављају округли ожиљак, врх им је заобљен, горња страна улегнута по дужини, ова централна браздица не допире до самог врха, затворенозелене боје, доња страна скоро равна, има двије тракице од 3 до 6 линија ситних пора, распоређене као код усправљене четке на родним гранама, као код спуштене четке, или готово дворедне на доњим гранама. Четине кад се згњече испуштају јак пријатан мирис. Пупољци јајасти шиљасти, вретенасти, са малим бројем љуски, с леђа мркоцрвеносјајни, са ресастом и бјеличастом ивицом и слабим траговима смоног премаза. 
Мушке стробиле распоређене са горње стране гране, код цвјетања зеленожућкасте. Женске стробиле појединачне усправне, најчешће субтерминално, црвенкасте или зеленкасте код цвјетања са типичним троделним стерилним љуспама које остају и на шишарци.
Шишарка јајаста, купаста, од 5 до 10 cm дужине, састављена од танких љуски, чије су горње и бочне стране заобљене, стерилне љуспе дуже од фертилних љуски, имају три вршка, средњи режањ два пута дужи од бочних режњева, тијесно приљубљене.  
Сјеменке троугласте, 6 до 8 cm дужине, два пута дуже него шире, супротна стана крила завршава се у кратак извијен шиљак, стране покривене крилом мркотамносјајне, мало наборане према врху, друга страна сивомркотамна, крило заобљено, слободни дио исте дужине као и сјеменка. Од једног хектолитра добије се 0,5 до 1,7 kg сјемена без крилаца. У 1 kg сјемена има 100000 зрна без крила. Сјеме има малу клијавост, најчешће око 50%, коју брзо губи. Тешко се чува до сљедећег прољећа.
Клијавац има 5 до 8 котиледона, од 15 до 25 mm дужине, са добро развијеним вршним пупољком, многобројним примарним четинама, бочним пупољцима и бочним гранама.
Дуглазија је врло вриједна врста за озелењавање насеља, пошумљавање голети као и за плантажни узгој стабала. Због изванредно брзог раста у кратком времену испуњава све планиране функције, уз благотворни утицај који оствари лијепим изгледом, четинама које растрљане миришу на јабуку и производњом велике количине кисеоника са акумулирањем угљен диоксида што је посљедица брзог прирастања дрвне масе. Осим тога, сматра се да дуглазија поправља квалитет земљишта.